# Craspedobolbina
Craspedobolbina is een geslacht van uitgestorven kreeftachtigen uit de klasse van de Ostracoda (mosselkreeftjes).

## Soorten
- Craspedobolbina (Artiocraspedon) boltoni (Copeland, 1974) Siveter, 1980 †
- Craspedobolbina (Artiocraspedon) glabra (Harper, 1940) Siveter, 1980 †
- Craspedobolbina (Artiocraspedon) morinensis Pribyl, 1988 †
- Craspedobolbina (Artiocraspedon) sichuanensis (Zheng, 1982) Lin, 1990 †
- Craspedobolbina (Clavobolbina) acuminulata Martinsson, 1962 †
- Craspedobolbina (Mitrobeyrichia) cuspidulata Martinsson, 1962 †
- Craspedobolbina (Mitrobeyrichia) ezerensis Gailite, 1967 †
- Craspedobolbina (Mitrobeyrichia) hipposiderus Siveter, 1980 †
- Craspedobolbina (Mitrobeyrichia) impendens (Haswell, 1865) Siveter, 1973 †
- Craspedobolbina (Mitrobeyrichia) insulicola Martinsson, 1962 †
- Craspedobolbina (Mitrobeyrichia) interrupta (Jones, 1887) Martinsson, 1965 †
- Craspedobolbina (Mitrobeyrichia) jonesii (Boll, 1856) Martinsson, 1962 †
- Craspedobolbina (Mitrobeyrichia) lembodes Martinsson, 1962 †
- Craspedobolbina (Mitrobeyrichia) lietuvensis Gailite, 1967 †
- Craspedobolbina (Mitrobeyrichia) lunata (Kolmodin, 1869) Martinsson, 1962 †
- Craspedobolbina (Mitrobeyrichia) lundini Copeland, 1989 †
- Craspedobolbina (Mitrobeyrichia) paernuensis Sarv, 1968 †
- Craspedobolbina (Mitrobeyrichia) percurrens Martinsson, 1962 †
- Craspedobolbina (Mitrobeyrichia) permira Sarv, 1968 †
- Craspedobolbina (Mitrobeyrichia) robusta Martinsson, 1962 †
- Craspedobolbina (Mitrobeyrichia) sinnarvensis Martinsson, 1962 †
- Craspedobolbina (Mitrobeyrichia) siveteri Copeland, 1989 †
- Craspedobolbina (Mitrobeyrichia) turpis Siveter, 1980 †
- Craspedobolbina (Mitrobeyrichia) unculifera Martinsson, 1962 †
- Craspedobolbina (Mitrobeyrichia) vallecula Siveter, 1980 †
- Craspedobolbina (Mitrobeyrichia) variolata Martinsson, 1962 †
- Craspedobolbina (Mitrobeyrichia) yongshengensis Jiang (Zh), 1983 †
- Craspedobolbina (Odoniobolbina) cruminastriata Schallreuter & Schaefer, 1987 †
- Craspedobolbina (Odoniobolbina) lativelata Martinsson, 1962 †
- Craspedobolbina (Odoniobolbina) papillata Stone & Berdan, 1984 †
- Craspedobolbina clavata (Kolmodin, 1869) Hansch, 1992 †
- Craspedobolbina dietrichi Kummerow, 1924 †
- Craspedobolbina dorsoplicata Henningsmoen, 1955 †
- Craspedobolbina indigena Bazarova, 1985 †
- Craspedobolbina juguligera Martinsson, 1962 †
- Craspedobolbina mucronulata Martinsson, 1962 †
- Craspedobolbina ornulata Martinsson, 1962 †
- Craspedobolbina perornata Martinsson, 1962 †